# 西南開発
西南開発株式会社（せいなんかいはつ、英名：Seinan Kaihatsu CO., LTD）は、愛媛県八幡浜市に本社を持つ食品加工メーカー。1951年創業。日本で初めて、魚肉ソーセージを製造した。

## 沿革
- 1951年（昭和26年）10月 - 西南開発株式会社を創立。
- 1952年（昭和27年）6月 - 明治屋の販路に乗せ、自社開発による日本初の魚肉ソーセージを全国へ販売開始。
- 1956年（昭和31年） 6月 - 八幡浜市昭和通りに工場新設
- 1965年（昭和40年） 9月 - 西宇和郡保内町の現在地に保内工場を新設。
- 1966年（昭和41年） 9月 - 保内工場に研究開発棟を増設。
- 1970年（昭和45年） 8月 - 冷凍食品製造室を増築。
- 1971年（昭和46年）10月 - 畜肉製造室を増設。
- 1977年（昭和52年） 3月 - 現在地に缶詰工場を増設。
- 1992年（平成 4年） 9月 - 胡蝶蘭の企画・生産・販売会社として有限会社グリーンハウス西南を設立。
- 1997年（平成 9年） 4月 - 四国管内のマクドナルド全店への資材供給拠点としてマクドナルド四国デポを高松市朝日町六丁目に開設。
- 2001年（平成13年）9月 - 品質保証の国際規格ISO9001を認証取得

- 2002年（平成14年）10月 - 有機食品の生産開始
- 2003年（平成15年）1月 - スパイラル冷凍機稼働開始
- 2008年（平成20年）1月 - 元祖魚肉ソーセージの復刻版を製造・販売開始
- 2009年（平成21年）5月 - 関連会社オレンジベイフーズ株式会社設立
- 2009年（平成21年）10月 - 品質管理・配送管理向上のため、松山スルーセンターを開設
- 2010年（平成22年）4月 - ハンバーガーパティ生産をオレンジベイフーズ株式会社へ移行
- 2013年（平成25年）12月 - レトルトパウチ及び有機食品の生産終了
- 2014年（平成26月）12月 - インドネシアに野村貿易、セカールブミ（インドネシアの現地法人）と3社合弁でPT.SEKAR.SEINAN FOOD（魚肉ソーセージ工場）を設立
- 2015年（平成27年）10月 - クリクラ水販売開始
- 2016年（平成28年）2月 - クリクラ水製造開始
- 2016年（平成28年）4月 - 胡蝶蘭の企画・生産・販売を終了
- 2017年（平成29年）10月 - 物流部門を子会社化し、SKロジスティックス株式会社設立
- 2018年（平成30年）4月 - Sekar Seinan Food　稼働開始
- 2019年（令和元年）8月 - 品質保証の国際規格ISO22000を認証所得

## 主な商品
- 元祖魚肉ソーセージ
- いわしソーセージ
- ゆずの香ソーセージ
- 青のりソーセージ
- あじのソーセージ
- みかんソーセージ
- かつおソーセージ
- あごソーセージ
- 元祖魚肉ソーセージ屋が作ったさかなソーセージ3本入

## 関連会社
- オレンジベイフーズ株式会社